# Friedhelm Hünecke
Friedhelm Hünecke (* 30. Dezember 1930 in Lilienthal) war ein deutscher Politiker (SPD) und Mitglied der Bremischen Bürgerschaft sowie Präsident der Angestelltenkammer Bremen.

## Biografie
Hünecke war als Angestellter bei der Handelskrankenkasse in Bremen tätig.
Er war Mitglied der SPD und im SPD-Ortsverein Borgfeld in den 1970er/1980er Jahren Vorsitzender. Er war Mitglied im Stadtteilbeirat Bremen-Borgfeld.
Von 1971 bis 1975 war er Mitglied der 8. Bremischen Bürgerschaft und Mitglied verschiedener Deputationen, u. a. für Gesundheit und Umweltschutz. Für die folgende Bürgerschaftswahl wurde er nicht aussichtsreich nominiert. In der Bürgerschaft setzte er sich u. a. ein für die Verbesserung der Infrastruktur in Borgfeld.
Er war Mitglied in der Deutschen Angestellten-Gewerkschaft (DAG). Im Januar 1982 wurde er zum Präsidenten der Angestelltenkammer Bremen gewählt und nahm dieses Amt bis 1987 wahr.